# Episodi de I delitti del cuoco
La prima ed unica stagione de I delitti del cuoco è stata trasmessa dal 9 maggio al 6 giugno 2010. Sono stati trasmessi due episodi per volta, il primo episodio invece è andato in onda singolarmente domenica 9 maggio 2010 ed ha una durata doppia rispetto agli altri.
| nº | Titolo                         | Prima TV Italia |
| -- | ------------------------------ | --------------- |
| 1  | L'occhio del pesce             | 9 maggio 2010   |
| 2  | I morti non fanno paura        | 13 maggio 2010  |
| 3  | Delitto alle terme             | 13 maggio 2010  |
| 4  | Malafemmina                    | 16 maggio 2010  |
| 5  | Tresette col morto             | 16 maggio 2010  |
| 6  | Un commissario alle elementari | 23 maggio 2010  |
| 7  | Morte a passo di danza         | 23 maggio 2010  |
| 8  | Chi ha ammazzato lo chef?      | 30 maggio 2010  |
| 9  | Una morte dannunziana          | 30 maggio 2010  |
| 10 | Il rapimento di Apicella       | 6 giugno 2010   |
| 11 | Il tesoro della regina         | 6 giugno 2010   |

## L'occhio del pesce
- Diretto da: Alessandro Capone
- Scritto da: Giuseppe Pedersoli, Carlotta Ercolino, Carla Di Tommaso

### Trama
Ischia. Il commissario di Polizia in pensione Rosario Banci, detto Carlo (Bud Spencer) apre un ristorante, il Polipo Allegro. In questa impresa il novello chef coinvolge tre ex galeotti, che un tempo arrestò e fece condannare: il rapinatore Antonio (Giovanni Esposito), l'avvelenatrice Castagna (Monica Scattini) e la falsaria Margherita (Monica Dugo). Carlo non ha mai abbandonato la passione per il suo vecchio lavoro, e con la complicità dei tre, che nominerà la sua "Ciurma", continua a collaborare con la Polizia, complice il suo figlioccio, il giovane commissario Francesco Fattori (Enrico Silvestrin). Tutto sembra filare liscio per Banci, quando un giorno a scombinargli la vita compare Elsie Keller, una ladra internazionale che gli rivela di essere sua figlia.
- Altri interpreti: Isa Gallinelli (suor Olga), Giglia Marra (Marisa Esposito), Carmela Vincenti (suor Trafitta), Maria Bolignano (Imma Vitiello, moglie di Gennarino), Enzo Casertano (Gennarino Ajello), Sasha D'Arc (Stellan Berbatov), Monica Nappo (suor Assunta), Giancarlo Previati (Vittorio De Lorenzis)

## I morti non fanno paura
- Diretto da: Alessandro Capone
- Scritto da: Sandra Cocco

in questo episodio partecipa Alfredo Pea e Enzo Cannavale

### Trama
L'imprenditore Peppino Intruglia muore in seguito all'esplosione del suo motoscafo. Francesco, indagando assieme a Carlo e alla Ciurma, porta alla luce un'organizzazione dedita al traffico di droga. Lo chef, intanto, affida la figlia Elsie, che tutti credono una novizia, alle cure di suor Croce, affinché la trattenga in convento e le impedisca di lasciare Ischia. La ragazza, però, mette a dura prova il padre tentando in ogni modo di scappare, complottando con la madre che si trova in Germania.
- Special guest star: Enzo Cannavale (Fortunato)
- Altri interpreti: Antonella Attili (Marina Intruglia), Alfredo Pea (Giuseppe Intruglia), Isa Gallinelli (suor Olga), Paolo Ricca (Catello Cuomo), Veronica Mazza (Anna, madre di Niccolò), Achille Sabatino (Niccolò), Carmela Vincenti (suor Trafitta)

## Delitto alle terme
- Diretto da: Alessandro Capone
- Scritto da: Alessandra Piccinini

### Trama
In un centro benessere di un albergo ischitano una donna in preda alla depressione uccide il marito e poi si suicida. Francesco, con la collaborazione di Carlo e della Ciurma, si rende conto che dietro il fatto si nascondono altre più inquietanti verità.
Carlo sconvolge tutti confessando che Elsie è in realtà sua figlia, e che presto la ragazza inizierà a lavorare con lui al Polipo Allegro.
- Altri interpreti: Veronica Bruni (Carmen, pittrice), Robert Madison (Daniele), Giampiero Mancini (Roberto Lancisio), Manuela Ungaro (Luisa Finardi),  Carmela Vincenti (suor Trafitta)

## Malafemmina
- Diretto da: Alessandro Capone
- Scritto da: Valter Lupo

in questo episodio partecipa Sara Tommasi nel ruolo di Claudia.

### Trama
Una notte una bella ragazza scompare nei pressi della spiaggia di Ischia. Il commissario Francesco Fattori indaga sulla frequentazione della giovane con alcuni facoltosi uomini sposati. Carlo intanto si ritrova ad arginare i guai che combina la figlia, Elsie, la quale apprende con delusione la notizia dell'imminente matrimonio di Francesco con la collega Serenella.
- Special guest star: Paolo Triestino (Matteo Giugno)
- Altri interpreti:	Antonio Grosso (Fabio, fratello di Claudia), Stefano Sarcinelli (Masetti), Sara Tommasi (Claudia Manni), Alessandra Basile (signora Masetti), Dodo Gagliarde (Piero Lotti), Laura Linguiti (signora Giugno), Marina Pennafina (Rosa Lotti), Achille Sabatino (Niccolò), Rossella Serrato (portinaia), Carmela Vincenti (suor Trafitta)

## Tresette col morto
- Diretto da: Alessandro Capone
- Scritto da: Massimo Torre

Dopo una partita di poker, a casa di un uomo potente, dove sono stati persi molti soldi e anche l'anello di Castagna viene ucciso un uomo. Viene ritrovato morto anche il proprietario del banco dei pegni che aveva vinto l'anello di Castagna. I sospetti sono tanti tra cui anche quelli su Castagna dato che sono morti per avvelenamento. Perquisendo la casa dell'uomo morto si trova una piccola telecamera così si scoprono i giocatori abituali. Elsie sapendo dell'anello della madre di Castagna approfitta delle avance di un ragazzo per entrare nel banco dei pegni e prendere tutti gli oggetti presi illegalmente dal proprietario. Tutti gli oggetti torneranno ai legittimi proprietari e si scoprirà chi è il vero assassino dei due uomini. Intanto Francesco vedendo Elsie con Paolo prova molta gelosia e cerca di dissuadere Elsie da una relazione con Paolo. Serenella incurante del poco interesse di Francesco nei confronti di un matrimonio inizia i preparativi cercando di coinvolgerlo anche se con poca riuscita.
- Altri interpreti: Duccio Camerini (Belli), Mimmo Mancini (Giudici), Donatella Pompadour (Lidia Giudici), Renata Di Martino (madre di Belli), Elena Falgheri (Vera Molino, dentista), Simon Grechi (Paolo Visconti), Carmela Vincenti (suor Trafitta)

## Un commissario alle elementari
- Diretto da:Alessandro Capone
- Scritto da: Gianluca Bomprezzi

### Trama
Niccolò parla con Carlo su alcuni furti che ci sono stati nella scuola. E dopo l'aiuto di tre ragazzini riesce a scoprire questo ladruncolo che alla fine è un bambino come tanti che si diverte rubando le cose agli altri.
- Altri interpreti: Giuseppe De Felice (Geronzio, falsario), Mimma Lovoi (Nunzia Morabito), Ottavio Amato (Guido, il preside), Lello Pirone (Anselmo De Vita, supervisore), Chiara Sani (maestra), Maria Caterina Crispino (Edda Morabito), Amato Alessandro D'Auria (Giacomo), Ada Febbraio (Lorenza), Stefano Marotta (amico di Niccolò), Vincenzo Messina (alunno), Achille Sabatino (Niccolò), Simon Grechi (Paolo Visconti), Veronica Mazza (madre di Niccolò)

## Morte a passo di danza
- Diretto da: Alessandro Capone
- Scritto da: Lorenzo De Luca, Giuseppe Pedersoli

### Trama
Un amico di vecchia data di Carlo lo invita a uno spettacolo organizzato da lui, durante il quale viene uccisa la ballerina principale dello spettacolo. Si incomincia ad indagare sulla morte della ballerina facendo venir fuori molti segreti, tradimenti e gelosie. Si scoprirà che i responsabili del sabotaggio del palco sono i colleghi della ballerina ma che a ucciderla è stata la coreografa dello spettacolo nonché la fidanzata della ballerina, spinta della gelosia verso l'ultima che aveva delle storie occasionali con uomini pur di arrivare al successo.
- Altri interpreti: Simona Borioni (Fabrizia), Roberto Nobile (Luigi Cafiero), Majlinda Agaj (Brunella), Gianna Paola Scaffidi (Adriana, madre di Paolo), Luciano Luminelli (Lucrezio, padre di Paolo), Marina Tagliaferri (Ida Cafiero), Marco Simeoli  (Chicco), Diego Verdegiglio (Nereo), Simon Grechi (Paolo Visconti)

## Chi ha ammazzato lo chef?
- Diretto da: Alessandro Capone
- Scritto da:Gianni Molino

### Trama
Lo chef Carlo partecipa con il suo staff ad una gara di cucina la quale sarà lo scenario di ben due omicidi. Nel frattempo la passione tra Elsie e Francesco scoppia e viene anche scoperta da Serenella, ragazza e futura moglie di Francesco.
- Special guest star: Roberto Brunetti (Valerio)
- Altri interpreti: Massimo De Rossi (Michele Bassani), Emilio De Marchi (Hans Habermeyer), Lidia Vitale (Lucrezia Dessi), Dong Mei Xiao (Yoko Kanuki), Vittorio Amandola	(Raffaele Gusteau), Walter Lippa (Luca Tritto), Achille Sabatino (Niccolò), Alessandro Sanacore  (Alessandro), Carmela Vincenti (suor Trafitta)

## Una morte dannunziana
- Diretto da: Alessandro Capone
- Scritto da: Anna Cherubini

### Trama
Un'anziana e bizzarra contessa viene uccisa durante una festa nella sua villa. Carlo e Francesco, indagando, si rendono conto che la causa del delitto risiede nel passato della nobildonna. Elsie e Francesco sono ormai innamorati ma presto, inaspettatamente, una persona arriva a complicare le cose tra di loro.
- Altri interpreti: Sara D'Amario (Camilla Beccari), Gianni Garofalo (notaio Valenti), Isa Bellini (Iole, madre di Camilla), Anna Orso (Contessa Antonietta Beccari), Marianna Mercurio (Rosa), Rinat Khismatouline (Ivan)

## Il rapimento di Apicella
- Diretto da: Alessandro Capone
- Scritto da:Lorenzo De Luca, Giuseppe Pedersoli

### Trama
Il giornalista Apicella viene rapito mentre si reca nella propria abitazione. Tutti i sospetti sono inizialmente concentrati su Carlo Banci a causa di una lite avuta poche ore prima con il giornalista. Si scoprirà poi che in realtà il rapitore di Apicella è un ex collega di Carlo sospeso dal servizio, a causa della testimonianza di Carlo, in cerca di vendetta nei confronti di Carlo.
- Special guest star: Marco Marzocca (Juke Box)
- Altri interpreti: Vincent Riotta (Luc Lorusso), Chiara Mastalli (Anna Lorusso/Cynthia), Ralph Palka (Hans Palka), Giovanni Vettorazzo (Rudolf Maine), Nathalie Rapti Gomez (Charlotte Frielink)

## Il tesoro della regina
- Diretto da:Alessandro Capone
- Scritto da:Luca Biglione

### Trama
Carlo è costretto a chiudere il ristorante andato a fuoco, perché Antonio non ha ripristinato l'assicurazione. Vedendo Carlo triste, Elsie parla con Margherita, Castagna e Antonio del tesoro del castello di Ischia e insieme dopo tanti dubbi e complicazioni riescono a portare a termine il colpo. Intanto Francesco si ritrova a risolvere il caso di omicidio di un ricercatore venuto dalla Germania con lo scopo di trovare il tesoro e potersi fare un nome. Portato a termine il colpo con grande successo Elsie e gli altri organizzano una festa per fare una sorpresa a Carlo. Francesco pur avendo dubbi sulla provenienza di quei soldi sorvola per amore di Elsie. Si scoprirà che il delitto era a sfondo passionale compiuto da un corteggiatore dell'amante del ricercatore. La storia tra Elsie e Francesco procede e anche Carlo ne è contento.
- Altri interpreti: Ralph Palka (Hans Palka), Giovanni Vettorazzo (Rudolf Maine), Nathalie Rapti Gomez (Charlotte Frielink)